# Alan Parker (musiker)
Alan Parker, född 26 augusti 1944 i Matlock i Derbyshire, är en brittisk gitarrist och kompositör, kanske bäst känd för sitt arbete i bandet Blue Mink.
Parker utbildades av Julian Bream vid Londons Royal Academy of Music och blev i slutet av 1960-talet en framgångsrik gitarrist i bandet The Congregation. Parker har sällan fått erkännande för sitt arbete, men nyligen namngavs han som elgitarristen på Donovans låt "Hurdy Gurdy Man". Han har även spelat gitarrsolo på The Walker Brothers "No Regrets".
Under flera år var Alan Parker orkestratör för kompositören Jerry Goldsmith, och han hjälpte Howard Shore med musiken i Sagan om ringen-trilogin. Parker har bland annat komponerat musik till filmerna Stormbreaker, Lasse Hallström-filmen Gilbert Grape och Hajen 3.
Parker har jobbat tillsammans med bland andra Donovan, Stevie Wonder, Frank Sinatra, Elton John, Dusty Springfield, Tony Bennett, Joe Dassin, Mick Jagger, Serge Gainsbourg, Kate Bush, David Bowie, Paul McCartney, John Lennon, Jimi Hendrix, Dave Clark och CCS.